# Jakub Skiba
Jakub Tadeusz Skiba (Cracóvia, 16 de maio 1961) é um historiador, funcionário e diplomata polaco, Embaixador da República da Polónia no Brasil (2020–2023).